# Pimenta da Gama
António Jorge Campos Pimenta da Gama, mais conhecido por Pimenta da Gama, (Torres Novas, 14 de Maio de 1930 — 25 de Julho de 2013) foi um cavaleiro praticante de hipismo português e capitão da Guarda Nacional Republicana.
Ao longo da sua brilhante carreira venceu mais de 1000 provas em Portugal e no estrangeiro com destaque para os quatro títulos de campeão nacional de obstáculos e outros tantos de vice-campeão, entre os anos de 1966 e 1981. Pertence-lhe o maior número de primeiros prémios ganhos em Portugal, assim como o recorde de prémios ganhos no norte da Espanha em 1975 com um total de 16 primeiros prémios e foi o único vencedor do Trofeu Marquês de Furonda que obteve, vencendo por três vezes consecutivas os Concursos Internacionais de Barcelona.
Em vida, foi agraciado com a medalha de Mérito Desportivo, atribuída pelo Governo português em 1986, e com a Medalha Olímpica Nobre Guedes do Comité Olímpico de Portugal para o melhor desportista do ano de 1965.
António Pimenta da Gama nasceu em 1930, em Torres Novas e começou por participar em corridas de galope, nos anos 40, mas na década seguinte já se dedicava aos saltos de obstáculos, a disciplina onde se viria a consagrar como uma das maiores glórias do hipismo nacional.
Tico, como era conhecido entre os amigos, foi campeão de Portugal por 4 vezes, nos anos 66, 72, 75 e 77, tendo conseguido também a medalha de prata nos campeonatos de 67, 68, 76 e 79.
Durante cerca de 20 anos, teve lugar na equipa nacional de saltos de obstáculos pelo meio de um percurso competitivo que durou quase meio século. Marcaram a sua carreira cavalos emblemáticos como o Ibis, o Castiço, a Espora ou o Ribamar, na sua maioria cavalos do Serviço de Remonta da Guarda Nacional Republicana, à qual o Capitão pertencia. Como reconhecimento do seu trabalho e dedicação ao desporto equestre, António Pimenta da Gama foi distinguido com o Troféu Carreira da Revista Equitação, no ano de 2005.
Antes de se dedicar às competições equestres, António Pimenta da Gama chegou a praticar hóquei, futebol, voleibol, caça e até natação.